# Tortricodes alternella

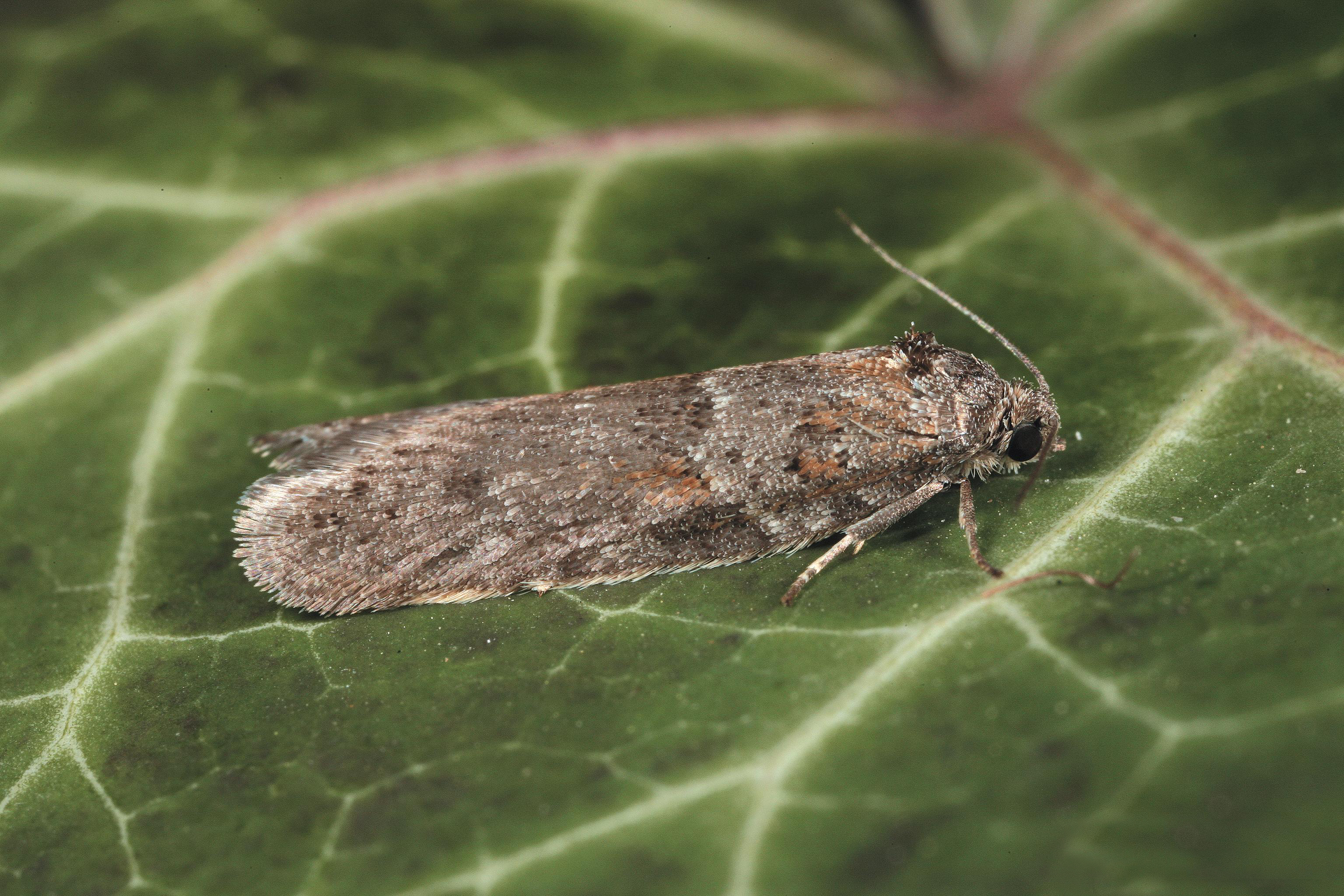
Seitenansicht

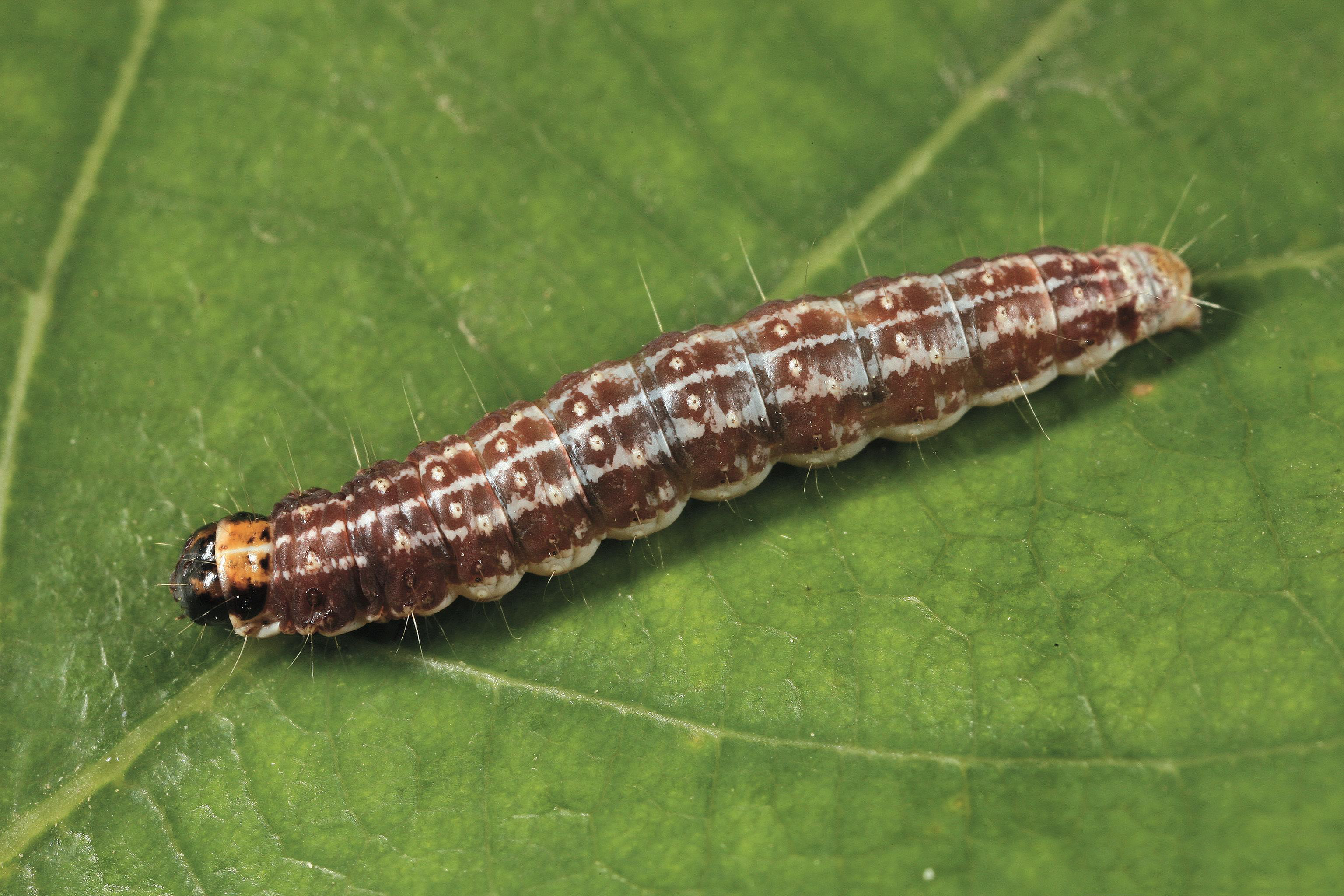
Raupe

Tortricodes alternella ist ein Schmetterling aus der Familie der Wickler (Tortricidae). Im Englischen trägt die Schmetterlingsart die Bezeichnung Winter Shade („Winterschatten“).

## Merkmale
Die Schmetterlinge besitzen eine Flügelspannweite von 19–23 mm. Die Vorderflügel sind für einen Wickler ungewöhnlich schmal. Entsprechend erscheint der Schmetterling in Sitzhaltung relativ schlank. Die Flügelzeichnung ist sehr variabel. Der innere Bereich der Vorderflügel ist graufarben. Ein dunkelbraunes welliges Band trennt diesen von dem äußeren Bereich, der braungrau gefärbt ist. Die Männchen besitzen wesentlich stärker gewimperte Fühler als die Weibchen.

## Verbreitung
Tortricodes alternella ist in Europa weit verbreitet. Im Norden reicht ihr Vorkommen bis nach Mittelschweden. Die Art fehlt offenbar im südlichen und südöstlichen Balkan.

## Lebensweise
Tortricodes alternella bildet eine Generation im Jahr. Die Art fliegt als eine der frühesten Wickler im Jahr. Ihre Flugzeit dauert von Februar bis April. Bei günstigen Wetterverhältnissen kann man die Schmetterlinge sogar schon im Januar beobachten. Die männlichen Falter fliegen sowohl tagsüber als auch nachts, während die weiblichen Falter nur bei Nacht aktiv sind. Die Schmetterlinge werden von künstlichen Lichtquellen angelockt. Man findet die Schmetterlinge gewöhnlich in Waldbiotopen, wo ihre Futterpflanzen vorkommen. Die Raupen ernähren sich von verschiedenen Bäumen und Büschen, insbesondere von verschiedenen Eichen (Quercus) sowie der (Gemeinen) Hainbuche (Carpinus betulus). Als weitere Futterpflanzen werden genannt: Birken (Betula), Schlehdorn (Prunus spinosa), Eingriffeliger Weißdorn (Crataegus monogyna), Holländische Linde (Tilia × europaea) und Gemeine Hasel (Corylus avellana). Die Raupen spinnen zwei Blätter ihrer Futterpflanze zusammen und fressen von ihrem Gespinst aus an den Blättern. Man beobachtet sie gewöhnlich im Mai und Juni.

## Taxonomie
In der Literatur finden sich folgende Synonyme:
- Tinea alternella Denis & Schiffermüller, 1775
- Tortricodes tortricella Hübner, 1796
- Tortricodes violella Razowski, 1956